# Postimees
Postimees (De Koerier) is een dagelijkse verschijnende krant in Estland. De krant werd opgericht op 1 januari 1857 door Johann Voldemar Jannsen, sinds 1891 verschijnt de krant dagelijks. Tussen 1893 en 1935 stond de krant onder leiding van Jaan Tõnisson, een van de vooraanstaande Estische politici uit de tijd van het interbellum.
Tegenwoordig (2009) is Postimees de grootste krant van Estland, met meer dan 242.000 lezers en een dagelijkse oplage van 61.000 tot 72.000 stuks.
Sinds 1995 heeft de krant een eigen website, oorspronkelijk stond op deze site ongeveer hetzelfde als in de krant, maar later werd de site een stuk uitgebreid. Tijdens de Bronzen soldaat van Tallinn-controverse werd de website "aangevallen" en konden internationale bezoekers aan de website deze een week lang niet bezoeken.
Vandaag de dag is de krant eigendom van het Noorse bedrijf Schibsted, dit is een van de grootste eigenaren van media in Noord-Europa. Het bedrijf Postimees Online opgericht in mei 2006 is weer een onderdeel van Postimees. Postimees online beheert verschillende nieuwssites.